# Asociación de Estados Iberoamericanos para el Desarrollo de las Bibliotecas Nacionales de Iberoamérica
La Asociación de Estados Iberoamericanos para el Desarrollo de las Bibliotecas Nacionales de Iberoamérica (ABINIA) es la asociación de bibliotecas nacionales de Iberoamérica. Fundada en México el 14 de diciembre de 1989 como la Asociación de Bibliotecas Nacionales de Iberoamérica, cambia a su actual nombre en 1999, manteniendo sus siglas originales. Las lenguas oficiales de la ABINIA son el español y el portugués.
Sus objetivos son recopilar información de sus integrantes; realizar gestión sobre la importancia de preservar el patrimonio bibliográfico; adoptar estrategias, políticas y capacitación en la preservación de las colecciones; adoptar medidas técnicas de control bibliográfico e intercambio de materiales, elaborar fuentes de referencia nacionales y regionales; vincular las bibliotecas nacionales y regionales.
Su estructura es:
- Asamblea General, integrada por las instituciones firmantes del Acta Constitutiva de la ABINIA;
- Consejo de Directores, son seis miembros designados por la Asamblea con un mandato de 2 años; y
- Secretaría Ejecutiva, electo por mayoría de dos tercios por la Asamblea por dos años. Su reelección se realiza por mayoría absoluta de la Asamblea.

## Miembros
| País                 | Nombre                                                  | Año de creación |
| -------------------- | ------------------------------------------------------- | --------------- |
| Argentina            | Biblioteca Nacional de Argentina                        | 1810            |
| Bolivia              | Biblioteca Nacional de Bolivia                          | 1825            |
| Brasil               | Biblioteca Nacional de Brasil                           | 1810            |
| Chile                | Biblioteca Nacional de Chile                            | 1813            |
| Colombia             | Biblioteca Nacional de Colombia                         | 1777            |
| Costa Rica           | Biblioteca Nacional Miguel Obregón Lizano de Costa Rica | 1888            |
| Cuba                 | Biblioteca Nacional José Martí de Cuba                  | 1901            |
| Ecuador              | Biblioteca Nacional del Ecuador Eugenio Espejo          | 1792            |
| El Salvador          | Biblioteca Nacional de El Salvador                      | 1870            |
| España               | Biblioteca Nacional de España                           | 1711            |
| Guatemala            | Biblioteca Nacional de Guatemala                        | 1879            |
| Honduras             | Biblioteca Nacional de Honduras                         | 1880            |
| México               | Biblioteca Nacional de México                           | 1833            |
| Nicaragua            | Biblioteca Nacional Rubén Darío de Nicaragua            | 1880            |
| Panamá               | Biblioteca Nacional Ernesto J. Castillero R. de Panamá  | 1942            |
| Paraguay             | Biblioteca Nacional de Paraguay                         | 1887            |
| Perú                 | Biblioteca Nacional del Perú                            | 1821            |
| Portugal             | Biblioteca Nacional de Portugal                         | 1796            |
| Puerto Rico          | Biblioteca Nacional de Puerto Rico                      | 1967            |
| República Dominicana | Biblioteca Nacional de República Dominicana             | 1971            |
| Uruguay              | Biblioteca Nacional de Uruguay                          | 1815            |
| Venezuela            | Biblioteca Nacional de Venezuela                        | 1833            |

| País                  | Nombre                                       | Año de creación |
| --------------------- | -------------------------------------------- | --------------- |
| Andorra               | Biblioteca Nacional de Andorra               | 1930            |
| Angola                | Biblioteca Nacional de Angola                | 1969            |
| Belice                | Biblioteca Nacional de Belice                | 1960            |
| Cabo Verde            | Biblioteca Nacional de Cabo Verde            | 1999            |
| Filipinas             | Biblioteca Nacional de Filipinas             | 1901            |
| Guinea-Bisáu          | Biblioteca Nacional de Guinea-Bisáu          | 1984            |
| Guinea Ecuatorial     | Biblioteca Nacional de Guinea Ecuatorial     | 2009            |
| Italia                | Biblioteca Nacional Central de Roma          | 1876            |
| Macao                 | Biblioteca Central de Macao                  | 1895            |
| Mozambique            | Biblioteca Nacional de Mozambique            | 1904            |
| Santo Tomé y Príncipe | Biblioteca Nacional de Santo Tomé y Príncipe | 2002            |
| Timor Oriental        | Biblioteca Nacional de Timor Oriental        | 2009            |